# Acronicta othello
Acronicta othello là một loài bướm đêm trong họ Noctuidae.